# Чеково (Вологодская область)
Чеково — деревня в Вытегорском районе Вологодской области.
Входит в состав Саминского сельского поселения, с точки зрения административно-территориального деления — в Саминский сельсовет.
Расстояние по автодороге до районного центра Вытегры — 44,5 км.
По переписи 2002 года население — 7 человек.